# Alessandro Luzzago
Alessandro Luzzago (outubro de 1551 - 7 de maio de 1602) foi um nobre italiano e organizador de instituições de caridade católicas. É venerado na Igreja Católica, tendo sido declarado Venerável em 1899 pelo Papa Leão XIII.